# Lago Weißer
El lago Weißer (en alemán: Weißersee) es un lago situado al oeste de la ciudad de Berlín, en el distrito rural independiente de Potsdam, en el estado de Brandeburgo (Alemania), a una elevación de 29.4 metros; tiene un área de 26 hectáreas.
El canal Sacrow–Paretz fluye a través de este lago.